# Катедрала у Руану
Катедрала успећа Богородице у Руану (фр. La cathédrale primatiale Notre-Dame de l'Assomption de Rouen) је катедрала града Руана у Нормандији северозападно од Париза. Грађена је у периоду 1202-1880. у готском стилу, изузев крипте која је романичка. Висока је 151 метар. 
Катедрала у Руану подигнута је на зидовима некадашње романичке катедрале и има укупно седам торњева. Највећи су торањ „Сен Роман“, чија је доња секција саграђена око 1160, док је горњи део настао у 15. веку, и 75 метара високи „Торањ од бутера“ саграђен у раскошном стилу касног 15. века, са стилизованом осмоугаоном круном на врху. Највиши шпиц катедрале висок је 151 метар и видљив је издалека. Израђен је од кованог гвожђа 1877. и тада је био највиша грађевина на свету. 
У Торањ од бутера је 1920. уграђен карилион са 56 звона. Овај торањ је име добио по томе што је његова изградња финансирана продајом бутера у време ускршњег поста, када се у принципу избегава коришћење ове намирнице. 